# 人々に洗礼を授ける聖ヨハネ
『人々に洗礼を授ける聖ヨハネ』（ひとびとにせんれいをさずけるせいヨハネ、仏: Saint Jean baptisant le peuple、英: Saint John baptizing the people）は、17世紀フランスの巨匠ニコラ・プッサンが晩年の1635-1637年ごろ、キャンバス上に油彩で制作した絵画である。本来、誰が委嘱した作品であるかはわかっていないが、17世紀のフランスの造園家アンドレ・ル・ノートルの所有となり、1693年にル・ノートルからフランス国王ルイ14世に贈られた。作品は現在、パリのルーヴル美術館に所蔵されている。

## 作品

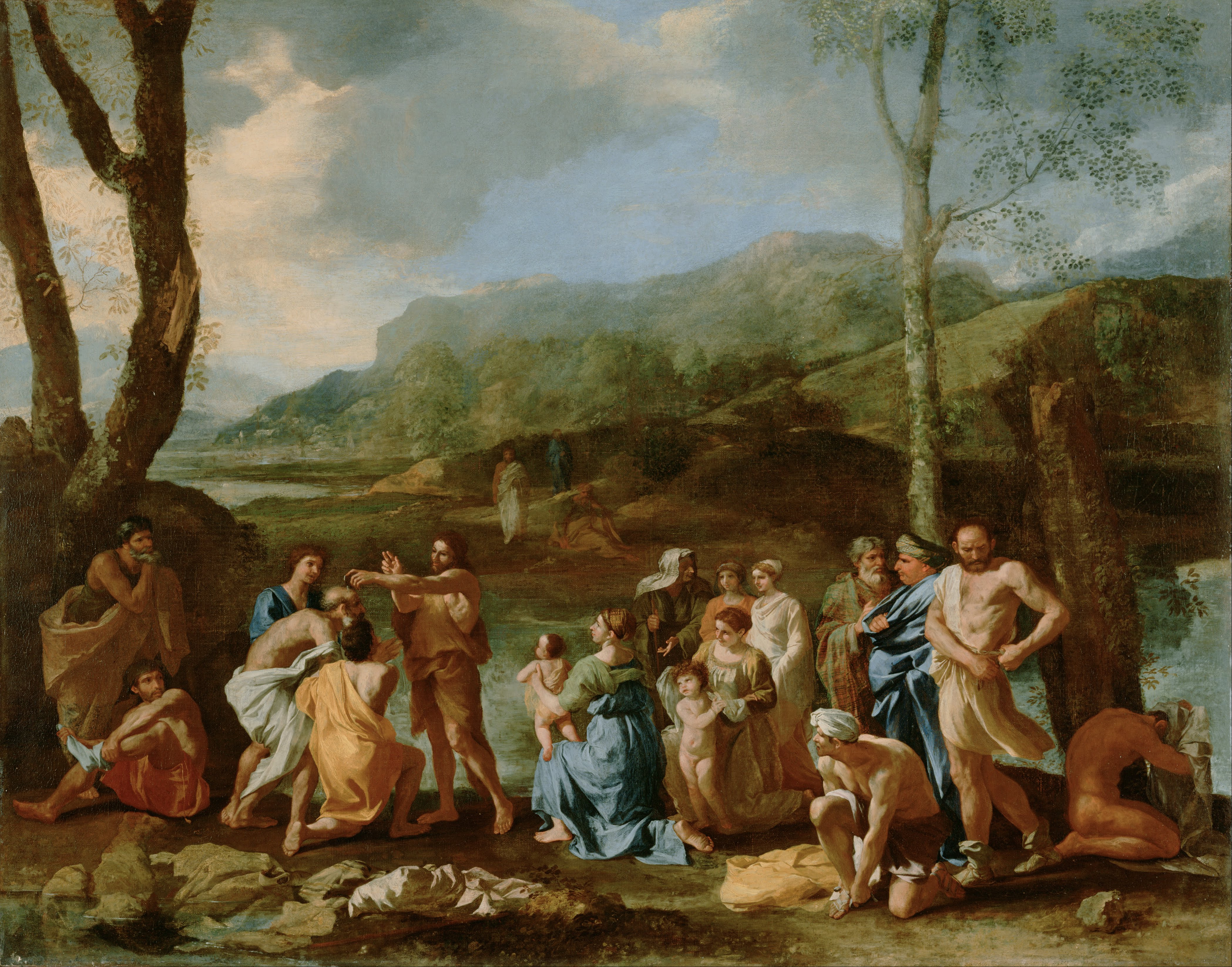
ニコラ・プッサン『人々に洗礼を授ける聖ヨハネ』、J・ポール・ゲティ美術館、ロサンゼルス

この絵画は、プッサンが生涯に何度も取り上げた主題である洗礼者聖ヨハネを扱っている。洗礼に対するプッサンの初期の様式がうかがえる作品の1つで、巧みに設定された焦点と全体の調和が際立っており、それは統一された色調、方向のはっきりとした光の使用、ほぼ左右対称の構図による。
『新約聖書』によれば、聖ヨハネは聖母マリアの従姉妹のエリサベトの息子として1世紀のパレスチナに生まれた。また、聖書の『外典』の記述によれば、贖罪の祈りを実践するよう両親に砂漠に放置され、幼少期を過ごしたとされる。荒野で隠者のように暮らしながら、説教を行い、洗礼を施す暮らしを続けていたが、ある日、イエス・キリストが洗礼を受けるために彼のもとに姿を現すことになる。
画面中央には、奥行きのある背景を背に洗礼者ヨハネが立っている。彼は洗礼を授けようと足を踏み出し、前に跪く2人の信者を祝福する仕草をしている。前景左側で洗礼を受ける順番を待つ者たちは服を脱いでいるところである。右側では彼らの妻たちや子供たちが待っている。一方、ヨハネの左側に立つ老人たちは疑わしそうで、大きな身振りで洗礼のやり方について議論している。どの人物もそれぞれ異なる反応を見せ、様々な性格が描写されている。ほかの有名な絵画から写したらしい人物もおり、例えば右側にいる緑色の服の青年はレオナルド・ダ・ヴィンチの『洗礼者聖ヨハネ』 (ルーヴル美術館) を思わせる。
なお、J・ポール・ゲティ美術館 (ロサンゼルス) には、プッサンの長年の友人であったイタリアの芸術庇護者カッシアーノ・ダル・ポッツォのために描かれた別の『人々に洗礼を授ける聖ヨハネ』があり、本作と構成と色彩の点で非常に類似している。両作品はほぼ同時期の作品と思われる。